# 熊津都督府
熊津都督府（ゆうしんととくふ）は、唐が百済を滅ぼした後、現在の忠清南道に相当する百済旧域の管理を目的に設置した植民地。唐が高句麗と百済を滅ぼした後、旧高句麗領を安東都護府、旧百済領を熊津都督府、新羅も藩属国から鶏林州都督府へ切り替え、半島全域を羈縻州としたため、一時的に朝鮮半島から国はなくなった。

## 沿革
660年（顕慶5年）、百済が滅亡すると旧域は熊津都督府の管轄とされ、熊津府（治所・泗沘城、現在の忠清南道扶餘郡）・馬韓府（古沙夫里城、全羅北道井邑市）・東明府（熊津城、忠清南道公州市）・徳安府（徳安城、忠清南道論山市恩津面）・金連府（周留城、忠清南道瑞山市）・帯方州（竹軍城、全羅南道羅州市会津）が設置された。
熊津都督府は嵎夷・神丘・尹城（悦已）・麟徳（古良夫里）・散昆・安遠（仇尸波知）・賓汶（比勿）・帰化（麻斯良）・邁羅・甘蓋（古莫夫里）・奈西・徳安（徳近支）・龍山（固麻）の13県を、東明都督府は熊津・鹵辛（阿老谷）・久遅（仇知）・富林（伐音）の4県を、金連府は平夷県（周留）を、馬韓都督府は比利・辟中・布弥支・半古の4県を、帯方州は至留（知留）・軍那（屈奈）・徒山（抽山）・半那（半奈夫里）・竹軍（豆肸）・布賢（巴老弥）の6県を、それぞれ管轄した。
唐軍将領の王文度が死去すると百済再興の機運が高まり、扶余璋の従子である福信は王文度の死去に伴う政治混乱を利用、日本から扶余豊を招いて擁立、周留城を拠点に日本と協力し唐を攻撃した。唐は661年（龍朔元年）泗沘に駐留した唐軍将領であった劉仁願を、熊津都督・帯方州刺史に任命、663年（龍朔3年）に白村江の戦いにて百済・日本連合軍を破り、百済再興計画は失敗している。
百済復興運動が失敗した後、劉仁願は唐へと帰朝し、劉仁執が百済守備に任じられた。劉仁執は戦乱被害を受けた地域の復興に務め、また665年（麟徳2年）には各都督府・州・県の合併が進められた結果、6都督府州は統合されて新たに熊津都督府の下で7州（東明・支潯・魯山・古泗・沙泮・帯方・分嵯）と熊津13県になり、府治は泗沘城（現在の忠清南道扶餘郡）に設置され、前百済太子である扶余隆を熊津都督に任命し百済故地及び遺民の管理を命じた。しかし、扶余隆は仇敵である新羅の侵略を恐れて着任しなかったため、唐軍将領であった劉仁軌が検校熊津都督として着任した。高句麗滅亡後、劉仁軌・劉仁願は帰国することとなったが、扶余隆が着任を拒否したため、熊津都督の業務は熊津都督府長史の難汗・熊津都督府司馬の禰軍により代行された。
その後、新羅が反乱を起こし、670年（咸亨元年）7月に襲撃、熊津都督府の82城を落としている。その後も新羅の侵略は止まず、百済旧域の大部分は新羅が占領、唐が百済旧域統治の中心地としていた熊津・泗沘に迫った。唐は薛仁貴を鶏林道総管に任命し、熊津都督府と共同して新羅に対抗したが失敗、熊津都督府は新羅に占拠された。
新羅騒乱の終結後、676年（上元3年）2月、唐は熊津都督府を泗沘より建安故城（現在の遼寧省営口市蓋州市）に移転、安東都護府が管轄する安州都督府と統合された。
伊藤一彦は、唐の設置した安東都護府が676年遼東城に、熊津都督府は677年建安故城に移転し、新羅が支配する朝鮮半島の中・南部から唐の勢力が後を絶ったことについて、「有史以来、朝鮮半島、少なくとも北部には中国（人）の支配が直接及んでいたが、この7世紀後半に初めてそれが終わりを告げたことになる」と評している。

## 新羅の行政機構
686年、新羅は熊津州に同名の熊津都督府を設置、757年に熊川と改称された。940年には高麗により熊川は公州と改称され、都督府が設置されたが、983年に公州府に昇格している。

## 日本との関係
唐が百済を滅ぼした後、百済旧域を占領するために設置した熊津都督府内に、百済で活動していた日羅などのような倭人が存在したことを暗示する記録がある。熊津都督府は、665年8月に唐勅使劉仁願の立会で熊津都督の扶余隆と新羅文武王の間で領土保全などを約束した羅済会盟を実現させたが、その模様を詳述する『冊府元亀』『資治通鑑』『旧唐書』には、羅済会盟直後に倭人が登場する。同史料によると、羅済会盟後に百済鎮将劉仁軌が新羅、百済、耽羅、倭国の四カ国の使を率いて泰山の封禅の儀に赴いているが、儀礼の様子以外にも準備段階からそれら四カ国を含む諸蕃酋長が扈従を率いて行列に従駕したことを記している。熊津都督府のもと倭人を同行させるなど当時の熊津都督府内に倭人がいたことは確かであり、池内宏は、これらは熊津都督府に抑留または残留した倭人とみた。倭人は白村江以後も旧百済地域に滞在していたが、磐井や日羅が時に百済王権の立場から行動したように、倭人が熊津都督府に従事し、664年からの白村江の戦後処理の対倭交渉は、熊津都督府の倭人の既存ネットワークによって行われた部分も多かった。671年に熊津都督府は、道久、筑紫薩夜麻、韓嶋裟婆、布師磐の4人を、唐人郭務悰一行の先発隊として対馬に送っているが、『日本書紀』によると、筑紫薩夜麻は白村江の戦いで捕虜となり、熊津都督府にいた。また道久、韓嶋裟婆、布師磐も同様の立場とみられる。熊津都督府は倭人たちを自身の傘下に組み込み、熊津都督府の意向のもと、こうした倭人たちを外交活動に活発に活用した。筑紫薩夜麻の先代は筑紫君磐井につながる豪族とみられる。韓嶋裟婆は、「韓嶋」という氏からみて豊前国宇佐郡辛島郷の豪族と推定される。熊津都督府が唐人郭務悰一行の先発隊として対馬に派遣した4人のうちの2人もが、歴史的に朝鮮半島西南（百済地域）とパイプをもつ北九州と関係のある豪族であり、白村江以後の熊津都督府においても倭人の旧来のネットワークを継承・活用したことを示している。